# Temporada 1959-1960 del RCD Espanyol
Dades de la Temporada 1959-1960 del RCD Espanyol.

## Fets Destacats
- 21 de setembre de 1959: Lliga: Espanyol 4 - Reial Societat 2[4]
- 4 de maig de 1960: Trofeu Salvador Vilarrasa (Figueres): Espanyol 4 - Toulouse FC 1[5]
- 11 de maig de 1960: Inauguració de la instal·lació elèctrica de Sarrià[6]
- 25 de maig de 1960: Amistós: Espanyol 2 - Newcastle United 5[7]

## Resultats i Classificació
- Lliga d'Espanya: Vuitena posició amb 30 punts (30 partits, 11 victòries, 8 empats, 11 derrotes, 33 gols a favor i 29 en contra).
- Copa d'Espanya: Eliminat a setzens de final pel CD Ourense.

## Plantilla
| P   | Jugador                | Lliga | Lliga | Copa d'Espanya | Copa d'Espanya |
| P   | Jugador                | PJ    | G     | PJ             | G              |
| --- | ---------------------- | ----- | ----- | -------------- | -------------- |
| POR | Josep Vicente          | 30    | -29   | 2              | -3             |
| POR | José Lois              | -     | -     | -              | -              |
| POR | Benet Joanet           | -     | -     | -              | -              |
| DEF | Amaro Dauder           | 30    | -     | 2              | -              |
| DEF | Joan Bartolí           | 24    | -     | 2              | -              |
| DEF | Antoni Argilés         | 23    | -     | 2              | -              |
| DEF | Abel Hernández         | 5     | -     | -              | -              |
| DEF | Agustí Faura           | -     | -     | -              | -              |
| MIG | Decio Cuaresma Recaman | 26    | 2     | -              | -              |
| MIG | José Sastre            | 26    | 3     | 2              | -              |
| MIG | Lluís Muñoz            | 19    | 2     | 2              | -              |
| MIG | Ángel De Tomás Aguirre | 17    | -     | 1              | -              |
| MIG | Víctor Manuel Rivas    | 16    | 2     | 2              | 1              |
| MIG | Joan Josep Barberà     | 13    | -     | 1              | -              |
| MIG | Josep Maria Ruiz       | 6     | 1     | -              | -              |
| MIG | Eduardo Vílchez        | 5     | -     | -              | -              |
| MIG | István Kis Szolnok     | 3     | 1     | -              | -              |
| MIG | Emili Gàmiz            | -     | -     | -              | -              |
| DAV | Índio                  | 20    | 10    | -              | -              |
| DAV | Antoni Camps           | 19    | 2     | 2              | -              |
| DAV | Óscar Coll             | 16    | 4     | 2              | -              |
| DAV | Carlos Torres          | 12    | 2     | -              | -              |
| DAV | Josep Ribera           | 9     | 2     | 2              | -              |
| DAV | José Carlos Braga      | 9     | 1     | -              | -              |
| DAV | Josep Sánchez Boy      | 2     | -     | -              | -              |